# A161 (ehemalige, Russland)
A161 ist die ehemalige Nummer einer Fernstraße regionaler Bedeutung in Südsibirien, Russland. Sie führt von der Hauptstadt der Republik Chakassien Abakan zur Kleinstadt Ak-Dowurak im Westen von Tuwa und ist eine der zwei Straßen, die diese Republik an das Straßennetz der Russischen Föderation anbinden.

## Verlauf

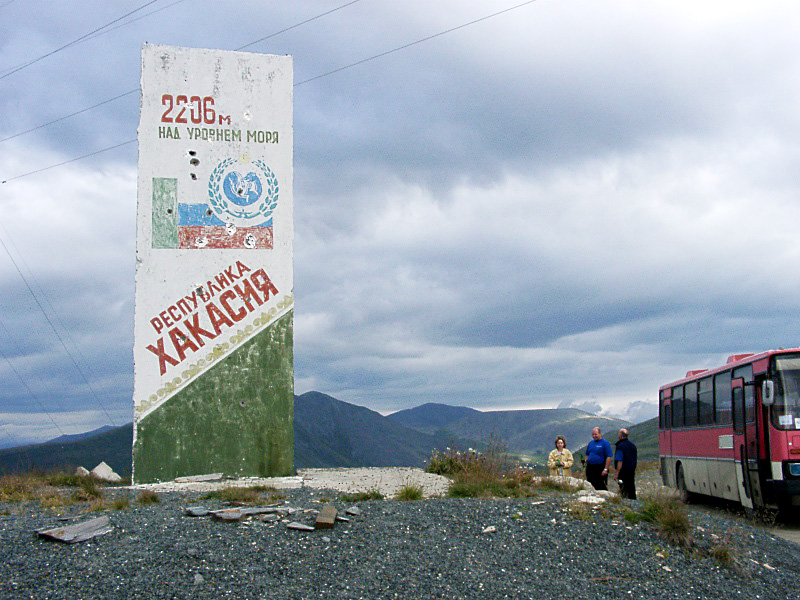
Sajanski-Pass, Blick von Tuwa nach Chakassien (nach Norden)

Von Abakan, wo Anschluss an die von Krasnojarsk über die tuwinische Hauptstadt Kysyl zur mongolischen Grenze verlaufende Magistrale R257 Jenissei besteht, folgt die Straße zunächst auf etwa 130 Kilometern dem Jenissei-Nebenfluss Abakan auf seiner linken (westlichen) Seite, vorbei an den größeren Ortschaften Askis (Rajonverwaltungszentrum) und Beltirskoje. Beim Dorf Ust-Jes verlässt sie den Fluss und folgt dem linken Nebenfluss Taschtyp aufwärts, um ihn beim gleichnamigen Dorf und Rajonzentrum Taschtyp zu überqueren. Über einen knapp 1000 m hohen Pass wird bei der Bergbaustadt Abasa, dem Endpunkt einer Eisenbahnstrecke, wieder der Abakan erreicht und dort überquert.
Nach der Überwindung zweier weiterer Pässe (gut 1000 m sowie 1200 m hoch) erreicht die Straße nach etwa 50 Kilometern den rechten Abakan-Nebenfluss Ona und folgt diesem, wobei sie ihn viermal überquert, und später dem rechten Zufluss Großer On (Bolschoi On) bis in dessen Quellgebiet nach weiteren 100 Kilometern. Dort wird nach einem steilen Anstieg der Hauptkamm des Westsajan, dessen Kammlinie die Grenze zwischen Chakassien und Tuwa markiert, mit dem 2206 m hohen Sajanski-Pass überquert. Der Pass muss in der Regel zwischen September und Mai mit Räumgerät schneefrei gehalten werden.
Auf der tuwinischen Seite fällt die Straße steil in das Tal des Kara-Sug ab, eines Quellflusses des linken Chemtschik-Nebenflusses Ak-Sug. Die Straße folgt Kara-Sug und Ak-Sug in ihren engen Tälern durch das Alasch-Hochland (russisch Alaschskoje nagorje), bis sie über einen gut 1200 m hohen Pass in das nahe Tal des westlicheren Chemtschik-Nebenflusses Alasch wechselt. Nach weiteren 30 Kilometern und zwei niedrigeren Pässen wird der Endpunkt der Straße Ak-Dowurak erreicht. Auf den knapp 250 Kilometern zwischen Abasa und Abakan gibt es keinerlei nennenswerte Ortschaften.
Kurz vor Ak-Dowurak vereinigt sich die Straße mit der früheren A162 (seit 2010 93N-17/93K-02), der Hauptverkehrsader der westlichen Republik Tuwa von Teeli nach Kysyl, die vier der fünf Städte der Republik miteinander verbindet.
Streckenführung
000 km – Abakan, Anschluss an die Magistrale R257 Jenissei von Krasnojarsk über Kysyl zur mongolischen Grenze
093 km – Askis
106 km – Beltirskoje
154 km – Taschtyp
183 km – Abasa
325 km – Sajanski-Pass (2206 m)
424 km – Anschluss an die frühere A162 (heute 93N-17/93K-02) von Teeli nach Kysyl
428 km – Ak-Dowurak

## Geschichte
Die A161 entstand in den 1960er-Jahren aus der Notwendigkeit heraus, eine kürzere Verbindung von Chakassien in den Westteil der Republik Tuwa, als über die bestehende und viel weiter östlich verlaufende M 54, zu schaffen. Hauptgrund für den Bau war die Anbindung der großen Asbestmine bei Ak-Dowurak an die knapp 250 Kilometer entfernte Eisenbahnstrecke bei Abasa. Die Straße wurde 1969 eröffnet.
2010 wurde die Nummer A161 an eine föderale Straße in einem ganz anderen Teil Russlands neu vergeben: die frühere A301 von Wladikawkas zur georgischen Grenze im Nordkaukasus. Die Verbindung Abakan – Ak-Dowurak erhielt als Fernstraße regionaler Bedeutung auf dem Abschnitt bis Abasa die Nummer 95K-002 unter Verwaltung Chakassiens, auf dem Abschnitt von Abasa bis Ak-Dowurak, der von der Republik Tuwa betrieben wird, obwohl größtenteils auf chakassischem Territorium verlaufend, die Nummer 93K-01.